# Stenopterus creticus
Stenopterus creticus là một loài bọ cánh cứng trong họ Cerambycidae.